# Stéphane Tempier
Stéphane Tempier (ur. 5 marca 1986 w Gap) – francuski kolarz górski i przełajowy, dwukrotny medalista mistrzostw świata i mistrzostw Europy MTB.

## Kariera
Największy sukces w karierze Stéphane Tempier osiągnął w 2005 roku, kiedy Francuzi w składzie: Alexis Vuillermoz, Stéphane Tempier, Séverine Hansen i Cédric Ravanel zdobyli brązowy medal w sztafecie cross-country podczas mistrzostw świata MTB w Livigno. Był to jedyny medal wywalczony przez Tempiera na międzynarodowej imprezie tej rangi. Na rozgrywanych trzy lata później mistrzostwach Europy MTB zdobył indywidualnie srebrny medal w cross-country w kategorii U-23, a w 2008 roku był drugi w sztafecie na ME w St. Wendel. W 2012 roku wystąpił na igrzyskach olimpijskich w Londynie, rywalizację w cross-country kończąc na jedenastej pozycji. Startuje także w wyścigach przełajowych, ale bez większych sukcesów.